# Brigadier Mayor César Raúl Ojeda Airport
Brigadier Mayor César Raúl Ojeda Airport är en flygplats i Argentina. Den ligger i den centrala delen av landet, 800 km väster om huvudstaden Buenos Aires. Brigadier Mayor César Raúl Ojeda Airport ligger 709 meter över havet.
Terrängen runt Brigadier Mayor César Raúl Ojeda Airport är platt åt sydväst, men åt nordost är den kuperad. Terrängen runt Brigadier Mayor César Raúl Ojeda Airport sluttar västerut. Runt Brigadier Mayor César Raúl Ojeda Airport är det glesbefolkat, med 15 invånare per kvadratkilometer.. Närmaste större samhälle är San Luis, 3,1 km sydost om Brigadier Mayor César Raúl Ojeda Airport.
Runt Brigadier Mayor César Raúl Ojeda Airport är det i huvudsak tätbebyggt.